# Alepidosceles imitatrix
Alepidosceles imitatrix är en biart som först beskrevs av Carlos Schrottky 1909.  Alepidosceles imitatrix ingår i släktet Alepidosceles och familjen långtungebin. Inga underarter finns listade i Catalogue of Life.